# Grand Prix Miami
Grand Prix Miami je závod Formule 1, který se poprvé konal v roce 2022 na okruhu Miami International Autodrome.

## Historie
Pořádání závodu v Miami v roce 2019 jednomyslně schválila městská komise v květnu 2018, vzhledem k průtahům v jednání ale bylo v červenci 2018 vydáno prohlášení, že v zájmu uspořádání co nejlepšího závodu došlo k odkladu na rok 2020. Závod se měl dle prvních plánů konat na městské trati, hlavní část okruhu měla vést po Biscayne Boulvard a Dodge Island. Z důvodu snadnějšího přístupu, lepších výhledů a lepší infrastruktuře ale doško ke změně a novou lokalitou se stala oblast Miami Gardens, konkrétně parkoviště a okolí arény Hard Rock Stadium, kde hraje tým NFL Miami Dolphins. Dle dohody se zde měl první závod jet v roce 2021. Proti závodu se ale postavili někteří občané Miami Gardens, další komplikace přinesla pandemie koronaviru a ani v roce 2021 se závod uspořádat nepodařilo. K průlomu došlo v dubnu 2021, kdy promotér místním občanům slíbil rozsáhlé investice pro jejich čtvrť. Smlouva byla podepsána na 10 let, první závod se jel 8. května 2022 jako 5. v pořadí kalendáře Formule 1 v roce 2022. Okruh má 19 zatáček, 3 DRS zóny a maximální rychlost až 320 km/h.

## Vítězové Grand Prix Miami

### Opakovaná vítězství (jezdci)
| Počet vítězství | Konstruktér    | Roky       |
| --------------- | -------------- | ---------- |
| 2               | Max Verstappen | 2022, 2023 |

### Opakovaná vítězství (týmy)
| Počet vítězství | Konstruktér | Roky       |
| --------------- | ----------- | ---------- |
| 2               | Red Bull    | 2022, 2023 |
| 2               | McLaren     | 2024, 2025 |

### Opakovaná vítězství (dodavatelé motorů)
| Počet vítězství | Dodavatel | Roky       |
| --------------- | --------- | ---------- |
| 2               | Mercedes  | 2024, 2025 |

### Vítězové v jednotlivých letech
| Rok  | Jezdec         | Konstruktér         | Výsledky |
| ---- | -------------- | ------------------- | -------- |
| 2025 | Oscar Piastri  | McLaren-Mercedes    | Výsledky |
| 2024 | Lando Norris   | McLaren-Mercedes    | Výsledky |
| 2023 | Max Verstappen | Red Bull-Honda RBPT | Výsledky |
| 2022 | Max Verstappen | Red Bull-RBPT       | Výsledky |